# محمدحسن میرزا

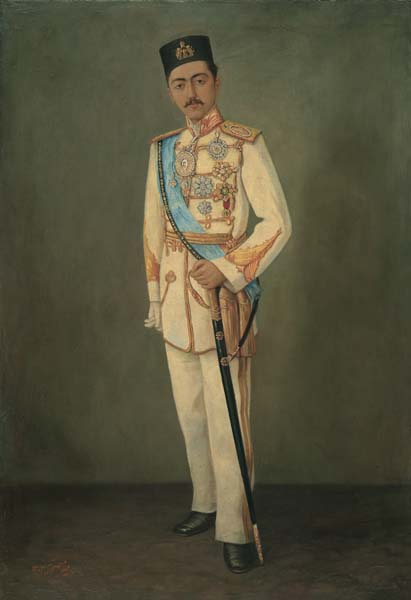
تک‌چهرهٔ محمدحسن میرزااثر حسین ارژنگی

محمدحسن میرزا قاجار (۲۹ آبان ۱۲۷۸ – ۱۷ دی ۱۳۲۱) ملقب به حضرت اقدس، برادر و ولیعهد احمدشاه قاجار و آخرین ولیعهد سلسله قاجاریه بود. او در شهریور ۱۲۸۸ به مقام ولیعهدی رسید و تا خلع سلطنت احمدشاه، جمعاً به مدت شانزده سال ولیعهد ایران بود. احمدشاه پس از تاجگذاری، وی را به فرمانروایی آذربایجان منصوب کرد.
با تغییر سلطنت از خانواده قاجار به پهلوی در ۹ آبان ۱۳۰۴ توسط مجلس مؤسسان،محمدحسن میرزا قاجار به دستور رضاشاه از کاخ گلستان اخراج و از طریق بغداد به اروپا رفت. او پیش از اخراج خواستار ملاقات با رضاشاه شد که این ملاقات از سوی رضاشاه رد شد و تنها به این اکتفا شد که از طلب ۴۰ هزار تومانی وی به او مبلغ ۵ هزار تومان پرداخت شود. این مبلغ با سر و صدا در بیست کیسه دویست و پنجاه تومانی به وی تحویل گردید.
در سال ۱۳۰۸ پس از فوت احمدشاه در پاریس، اعلامیه‌ای صادر کرد و در آن خود را شاه قانونی ایران اعلام نمود (پیش از آن احمدشاه حاضر به استعفاء نشده بود). در حوادث شهریور ۱۳۲۰ و استعفای رضاشاه بار دیگر خواستار بازگشت به ایران گردید و سرانجام در سال ۱۳۲۱  و در فقر و تنگدستی در لندن درگذشت. پیکر وی در حرم حسین بن علی در کربلا و در آرامگاه خانوادگی اش دفن شد .

## اقدسیه و سلطنت‌آباد

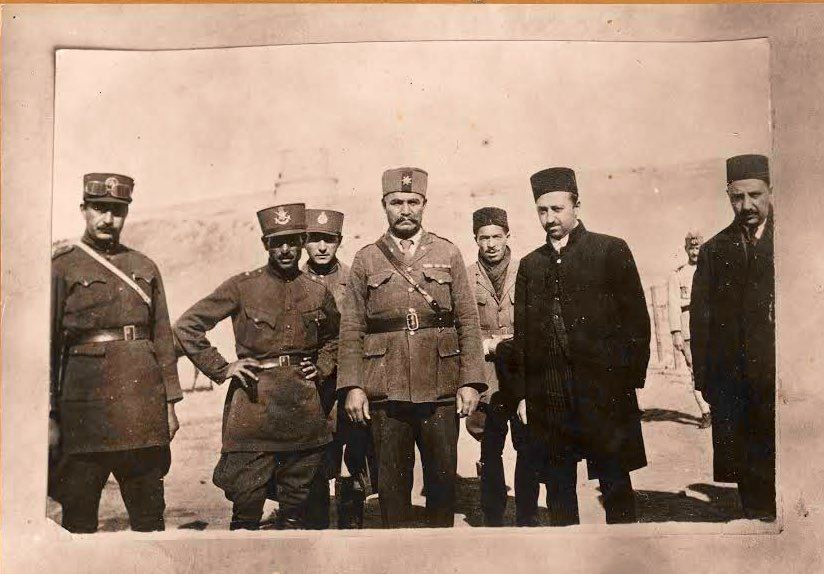
خروج محمد حسن میرزا ولیعهد از ایران

محمدحسن میرزا قاجار در واپسین هفته‌های ولیعهدی، مالک باغات و اراضی اقدسیه، شمیران و باغ و عمارت سلطنت‌آباد شد. او از دولت مبلغ ۸۸۹۹۶ تومان، طلب داشت که دولت برای تسویه این بدهی، در ۱۲ اردیبهشت ۱۳۰۴ لایحه‌ای به مجلس داد که اراضی و باغات اقدسیه همراه با باغ و عمارت سلطنت‌آباد به مالکیت او درآید. بهای اقدسیه و باغ و عمارت سلطنت‌آباد معادل ۶۸ هزارتومان تعیین و قرار شد با این واگذاری، طلب محمدحسن میرزا از دولت به بیست هزار تومان کاهش یابد. اقدسیه در آن زمان قناتی با هفت سنگ و نیم آب داشت که کم‌آب به حساب می‌آمد و قرار شد حقابه دولت از این قنات محفوظ بماند. باغ و عمارت سلطنت‌آباد نیز به حال مخروبه درآمده و هزینه نوسازی آن یکصد هزار تومان برآورد می‌شد. این لایحه در ۲۲ شهریور ۱۳۰۴ به تصویب مجلس شورای ملی رسید اما کمتر از دو ماه بعد، با رأی مجلس به انقراض سلطنت قاجار، محمدحسن میرزا قاجار در ۹ آبان ۱۳۰۴ از ایران اخراج شد. پس از آنکه در سال ۱۳۰۸ یعنی پس از درگذشت احمدشاه، محمدحسن میرزا اعلامیه‌ای صادر و خود را پادشاه قانونی اعلام کرد، اراضی و باغات شمیران، اقدسیه و باغ و عمارت سلطنت‌آباد که متعلق به او بودند توسط دولت در دروان پهلوی مصادره شد.

## همسران و فرزندان
- مهین‌بانو ملک‌منصور، دختر ملک منصور میرزا شعاع‌السلطنه پسر مظفرالدین‌شاه
  - گیتی‌افروز قاجار (پنجمین فرزند محمدحسن میرزا)
- محترم‌السلطنه رزاقی
  - حمید قاجار (دومین فرزند محمدحسن میرزا)
- همایون‌السلطنه قوانلوی قاجار، از نوادگان حسینقلی‌خان قاجار برادر فتحعلی‌شاه قاجار
  - حسین قاجار (اولین فرزند محمدحسن میرزا)
- شمس‌الملوک دختر یحیی‌خان مشاورالوزاره
  - رکن‌الدین قاجار (سومین فرزند محمدحسن میرزا)
- عزیز اقدس
  - شمس قاجار (چهارمین فرزند محمدحسن میرزا)
- انیس‌السلطنه

## مجموعه تلویزیونی
- حسام محمودی در سریال رحیل (به کارگردانی: مسعود آب‌پرور و رامین عباسی‌زاده) ایفاگر نقش "محمدحسن میرزای ولیعهد" بود. اما به علت فوت ایشان در اواسط فیلمبرداری، محسن امیری با انتخاب توسط هوش مصنوعی جایگزین وی شد.